# Поповка (хутор, Можайский городской округ)
Поповка — хутор в Можайском районе Московской области. Входит в состав сельского поселения Дровнинское.

## География
Деревня находится на юго-западе Московской области, на правом берегу реки Москва (бассейн реки Оки), недалеко от её истока. Ближайшая станция — Уваровка (белорусское направление).

## История
В 1929 году деревня вошла в состав Вёшкинского сельсовета Уваровского района Вяземского округа Западной области (с 1930 года — в Московском округе Московской области). С 1960 года — в составе Можайского района. 
Постановлением Губернатора Московской области от 21 февраля 2019 года № 76-ПГ категория населённого пункта изменена с «деревня» на «хутор».

## Население
| 2002 | 2006 | 2010 |
| ---- | ---- | ---- |
| 6    | ↗8   | ↘4   |

### Карты
- Поповка на карте Wikimapia Архивная копия от 21 ноября 2019 на Wayback Machine
- Поповка. Публичная кадастровая карта